# Nicolae Golescu
Pour les articles homonymes, voir Golescu.

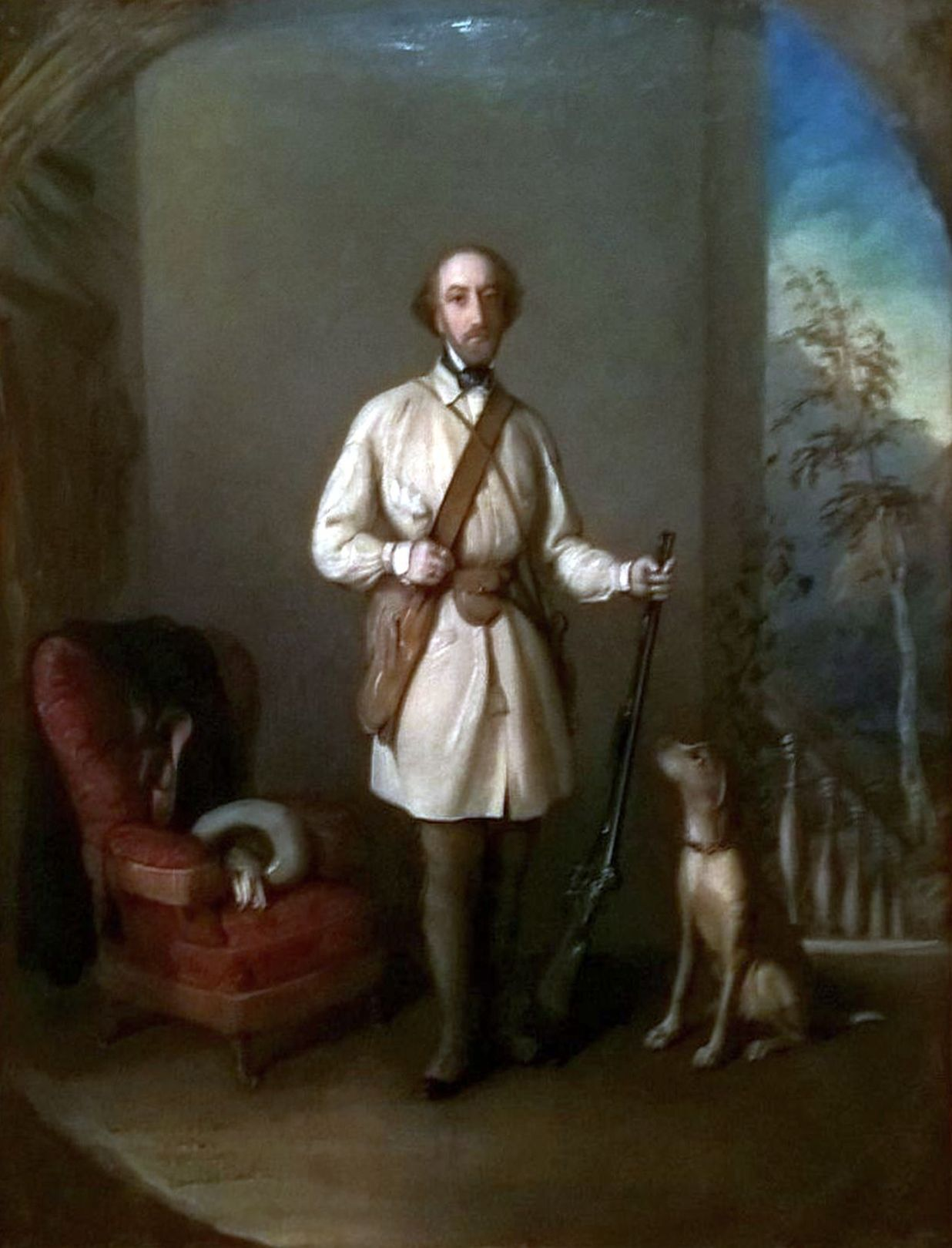
Portrait par Constantin Daniel Rosenthal

Nicolae Golescu (Câmpulung 6 décembre 1809 - Bucarest 10 décembre 1877) est un homme politique roumain de Valachie qui a été Premier ministre de Roumanie en 1860 et de mai à novembre 1868. 

## Biographie

### Jeunesse
Membre de la famille des boyards Golescu, Nicolae est né à Câmpulung probablement le 6 décembre 1809. Fils du grand logothète Dinicu (Constantin) Golescu (1777-1830) et de Zoe Farfara (1792-1879), sa famille est obligée de quitter la Valachie à la suite des troubles de 1821 pour s'installer à Brassó en Transylvanie. Il effectue à partir de 1826 ses études avec ses trois autres frères en Suisse. Nicolae et son frère Ștefan reviennent en 1830, l'année suivant la mort de leur père, pour rejoindre l'armée de Valachie, où Nicolae est devenu major en 1834. La même année, il accompagne Alexandre II Ghica à Constantinople qui y reçoit son investiture de hospodar de Valachie.
En 1834, il rejoint la Philharmonic Society, un groupe similaire à la franc-maçonnerie. En 1839, il est nommé colonel et aide de camp d'Alexandre Ghica. En 1840, il officie en qualité de procureur dans le procès des participants au complot de Mitică Filipescu, et plus tard il devient ministre des Affaires intérieures de la Valachie. 
En 1842, la Valachie était placée sous le protectorat de la Russie impériale et Nicolae Golescu tente d'obtenir le mandat de prince de Valachie de l'empereur Nicolas Ier, mais cette demande est refusée. Il reste donc ministre des Affaires intérieures jusqu'en 1847. Entre-temps, il commence à participer à des rassemblements de diverses sociétés révolutionnaires. 
Il rejoint les libéraux radicaux, faisant partie du comité révolutionnaire de 1848, avec Ion Ghica, Nicolae Bălcescu, Ion Heliade Rădulescu et d'autres (dont son frère Ștefan et son cousin Alexandru G. Golescu). 

### Rôle politique après 1848
Par la suite, le 11 juin 1848, lorsque la révolution de Valachie commence à Bucarest, Nicolae Golescu est ministre des Affaires intérieures du gouvernement provisoire. La semaine suivante, Ana Ipătescu et lui prennent l'initiative de rallier des civils pour défendre le pouvoir révolutionnaire, menacé par un complot conservateur (19 juin). 
Cependant, le 25 juillet, le gouvernement démissionne sous la pression de l'Empire ottoman, et après l'intervention ottomane de septembre, Nicolae Golescu est exilé, avant de revenir dans les années 1850 et de soutenir la candidature d'Alexandre Jean Cuza au trône des principautés unies de Moldavie et de Valachie. 
En 1866, après avoir rejoint l'alliance des libéraux et des conservateurs contre le régime personnel de Cuza, il est pendant une courte période l'un des régents. Il est alors ministre des Affaires étrangères et membre du Parti libéral d'Ion C. Brătianu, formé sous le règne de Carol Ier.